# Eberhard Lehnert
Eberhard Lehnert (* 1956) ist ein deutscher Politiker der DVU.

## Karriere
Bis November 1997 gehörte er der CDU an. Danach war er Mitglied der Partei Die Republikaner und trat dann in die DVU ein. Lehnert gehörte dem Gemeinderat von Zappendorf an und wurde 1998 in den Landtag von Sachsen-Anhalt gewählt. Er nahm dieses Mandat jedoch nicht an. In seiner Begründung gab er gesundheitliche Probleme an und sagte zudem  „Außerdem halte ich dem zunehmenden Druck aus meiner Umgebung nicht länger stand“, da er aus den Medien erfahren habe, was für „Personen das sind, mit denen ich im Landtag arbeiten sollte“ und er möchte „mit diesen Leuten nicht in einen Topf geworfen werden“.